# Мальта на Дитячому пісенному конкурсі Євробачення
Дебют Мальти на Дитячому пісенному конкурсі Євробачення відбувся у перший рік проведення конкурсу в 2003 році, у Копенгагені. Першою представницею країни на конкурсі стала Сара Гаррісон з піснею «Like A Star» (Як зірка), що посіла 7 місце.
Мальта є однієї з найуспішніших країн на Дитячому Євробаченні, що наразі має дві перемоги. Першу перемогу країні принесла Гая Каучі у 2013 році, що виконала пісню «The Start» (Початок). Другий найкращий результат Мальті принесла Дестіні Чукуньєре з піснею «Not My Soul» (Не моя душа) у 2015 році.
Мальта два рази ставала країною-господаркою конкурсу, обидва рази після своєї перемоги: у 2014 році, коли конкурс пройшов у Марсі, та у 2016 році, коли конкурс пройшов у столиці країни, Валетті.

## Учасники
Умовні позначення
     Переможець
     Друге місце
     Третє місце
     Четверте місце
     П'яте місце
     Останнє місце
     Не брала участі
     Відмова від участі
| 2003                              | Копенгаген  | Сара Гаррісон        | «Like a Star» (Як зірка)                         | 7  | 56  |
| 2004                              | Ліллегаммер | Young Talent Team    | «Power of a Song» (Сила пісні)                   | 12 | 14  |
| 2005                              | Гасселт     | Thea & Friends       | «Make It Right» (Зроби це правильно)             | 16 | 18  |
| 2006                              | Бухарест    | Софі Дебаттіста      | «Extra Cute» (Дуже мило)                         | 11 | 48  |
| 2007                              | Роттердам   | Cute                 | «Music» (Музика)                                 | 12 | 37  |
| 2008                              | Лімасол     | Даніель Теста        | «Junior Swing» (Дитячі гойдалки)                 | 4  | 100 |
| 2009                              | Київ        | Франческа та Мікаела | «Double Trouble» (Подвійна проблема)             | 8  | 55  |
| 2010                              | Мінськ      | Ніколь Азцопарді     | «Knock Knock!… Boom! Boom!»                      | 13 | 35  |
| Не брала участь у 2011-2012 роках |             |                      |                                                  |    |     |
| 2013                              | Київ        | Гая Каучі            | «The Start» (Початок)                            | 1  | 130 |
| 2014                              | Марса       | Федеріка Фальзон     | «Diamonds» (Діаманти)                            | 4  | 116 |
| 2015                              | Софія       | Дестіні Чукуньєре    | «Not My Soul» (Не моя душа)                      | 1  | 185 |
| 2016                              | Валетта     | Крістіна Магрін      | «Parachute» (Парашут)                            | 6  | 191 |
| 2017                              | Тбілісі     | Джанлука Чілія       | «Dawra tond»                                     | 9  | 107 |
| 2018                              | Мінськ      | Ела Мангіон          | «Marchin' On» (Йдемо вперед)                     | 5  | 181 |
| 2019                              | Гливиці     | Еліана Гомес Бланко  | «We Are More» (Нас більше)                       | 19 | 29  |
| 2020                              | Варшава     | Шанель Монсейор      | «Chasing Sunsets» (Переслідування заходів сонця) | 8  | 100 |
| 2021                              | Париж       | Айк & Кая            | «My Home» (Мій світ)                             | 12 | 97  |
| 2022                              | Єреван      | Гайя Гамбуцца        | Diamonds in the Skies (Діаманти в небі)          | 16 | 43  |
| 2023                              | Ніцца       | Юлан Лов             | «Stronger»(Сильніше)                             | 10 | 94  |
| 2024                              | Мадрид      | Рамірес Скіберрас    | «Stilla ċkejkna»(Маленька зірка)                 | 5  | 153 |

## Історія голосування (2003-2024)
| №  | Дано               | Дано | Отримано           | Отримано |
| №  | Країна             | Очок | Країна             | Очок     |
| -- | ------------------ | ---- | ------------------ | -------- |
| 1  | Білорусь           | 109  | Білорусь           | 81       |
| 2  | Вірменія           | 101  | Вірменія           | 81       |
| 3  | Грузія             | 93   | Грузія             | 80       |
| 4  | Нідерланди         | 79   | Нідерланди         | 78       |
| 5  | Україна            | 64   | Північна Македонія | 76       |
| 6  | Італія             | 61   | Італія             | 72       |
| 7  | Росія              | 60   | Україна            | 67       |
| 8  | Франція            | 52   | Росія              | 55       |
| 9  | Північна Македонія | 51   | Австралія          | 51       |
| 10 | Іспанія            | 50   | Албанія            | 45       |
| 11 | Польща             | 48   | Кіпр               | 44       |
| 12 | Ірландія           | 40   | Сербія             | 40       |
| 13 | Велика Британія    | 38   | Сан-Марино         | 39       |
| 14 | Австралія          | 37   | Болгарія           | 38       |
| 15 | Болгарія           | 34   | Польща             | 31       |
| 16 | Бельгія            | 32   | Іспанія            | 28       |
| 17 | Казахстан          | 30   | Португалія         | 27       |
| 18 | Сербія             | 25   | Ірландія           | 24       |
| 19 | Албанія            | 24   | Швеція             | 23       |
| 20 | Швеція             | 20   | Франція            | 22       |
| 21 | Данія              | 19   | Данія              | 19       |
| 22 | Румунія            | 19   | Румунія            | 18       |
| 23 | Португалія         | 16   | Словенія           | 18       |
| 24 | Молдова            | 14   | Велика Британія    | 18       |
| 25 | Кіпр               | 13   | Молдова            | 16       |
| 26 | Греція             | 12   | Чорногорія         | 16       |
| 27 | Латвія             | 11   | Азербайджан        | 16       |
| 28 | Норвегія           | 10   | Німеччина          | 15       |
| 29 | Литва              | 10   | Бельгія            | 14       |
| 30 | Чорногорія         | 10   | Греція             | 13       |
| 31 | Азербайджан        | 9    | Ізраїль            | 11       |
| 32 | Хорватія           | 8    | Казахстан          | 11       |
| 33 | Німеччина          | 6    | Хорватія           | 10       |
| 34 | Швейцарія          | 4    | Литва              | 10       |
| 35 | Сан-Марино         | 3    | Уельс              | 9        |
| 36 | Словенія           | 3    | Латвія             | 5        |
| 37 | Ізраїль            | 3    | Естонія            | 2        |
| 38 | Уельс              | —    | Швейцарія          | —        |
| 39 | Естонія            | —    | Норвегія           | —        |